# Новости БНФ «Возрождение»
Но́вости БНФ «Возрожде́ние» (бел. Навіны БНФ «Адраджэнне») — газета, орган Белорусского народного фронта «Возрождение». Издавалась с декабря 1988 до мая 1994 года в Минске на белорусском языке. Отдельные номера были также на русском языке.
Как нулевой экземпляр издания появилось «Информационное уведомление БНФ за перестройку „Возрождение“», в котором было напечатано обращение Оргкомитета БНФ к гражданам БССР, а также рекомендации по образованию групп поддержки БНФ. Первые номера печатали А. Суша и А. Радкевич. В подготовке отдельных номеров участвовали: П. Ларин, И. Дрозд, П. Печонка, А. Сёмуха. Начиная с 7-го номера в составе издательской группы: А. Суша, С. Дубавец, П. Жук. Последний номер, посвященный выборам президента, вышел в мае под редакцией Бориса Хамайды. Всего за время существования газеты вышло 40 номеров.